# Krishna Datt
Krishna Datt, né vers 1945, est un syndicaliste et homme politique fidjien. Il est la seule personne à avoir été membre de chacun des trois gouvernements fidjiens renversés par un coup d'État - en 1987, en 2000 et en 2006.

## Biographie
Enseignant puis proviseur d'une école d'enseignement secondaire à Suva, secrétaire général du Syndicat des enseignants fidjiens (Fiji Teachers Union), il est l'un des membres fondateurs du Parti travailliste fidjien le 6 juillet 1985. Il en est le premier secrétaire général, tandis que le docteur Timoci Bavadra est chef du parti,. Il est élu député de la circonscription de Macuata-est à la Chambre des représentants lors des élections législatives d'avril 1987, remportées par le Parti travailliste et le Parti de la fédération nationale, qui forment un gouvernement de coalition dirigé par Bavadra. Datt est nommé ministre des Affaires étrangères. Le gouvernement Bavadra ne subsiste qu'un mois (du 13 avril au 14 mai), avant d'être renversé par un coup d'État militaire mené par le colonel Sitiveni Rabuka. Les membres du gouvernement sont placés en détention pendant une semaine, avant d'être relâchés. Les membres du gouvernement renversé tentent alors de former un gouvernement d'unité nationale avec le Parti de l'Alliance, le 23 septembre ; ce projet est avorté par un second coup d'État deux jours plus tard. S'ensuivent cinq années de dictature.
Les Travaillistes retrouvent le pouvoir à l'occasion des élections de 1999. Vice-chef du parti, Krishna Datt intègre le gouvernement du Premier ministre Mahendra Chaudhry - renversé un an plus tard par un nouveau coup d'État. Après les élections de mai 2006, le Premier ministre conservateur Laisenia Qarase, en application des dispositions constitutionnelles, invite le Parti travailliste à intégrer son gouvernement. Krishna Datt est nommé ministre du Travail et des Relations entre les partenaires sociaux. Chaudhry, pour sa part, choisit de rester chef de l'opposition. Chaudhry entre rapidement en conflit avec les ministres issus de son parti. Le Parti travailliste s'oppose au budget prévu par le gouvernement Qarase, et exige que les ministres travaillistes votent contre le budget, au nom de la ligne du parti ; Qarase pour sa part exige qu'ils votent pour, au nom de la solidarité ministérielle. Krishna Datt, qui est toujours vice-président du parti, critique ouvertement les exigences de Chaudhry. Fin novembre, les ministres Krishna Datt et Poseci Bune sont expulsés du Parti travailliste. Ils annoncent leur intention de déposer un recours, mais les événements sont interrompus une semaine plus tard par un nouveau coup d'État militaire.
Entérinant sa rupture avec les Travaillistes, Datt, avec Felix Anthony, Daniel Urai et le Congrès des Syndicats fidjiens (Fiji Trades Union Congress), fonde un nouveau parti politique, le Parti démocrate populaire, en vue des élections de 2014, qui restaurent le Parlement après huit années de dictature. Datt ne se présente pas lui-même aux élections, où son parti n'obtient aucun siège. Durant la campagne des élections de 2018, il soutient publiquement le Parti de la fédération nationale.